# Acacia hydaspica
Acacia hydaspica é uma espécie de leguminosa do gênero Acacia, pertencente à família Fabaceae.